# South Metro Area Regional Transit

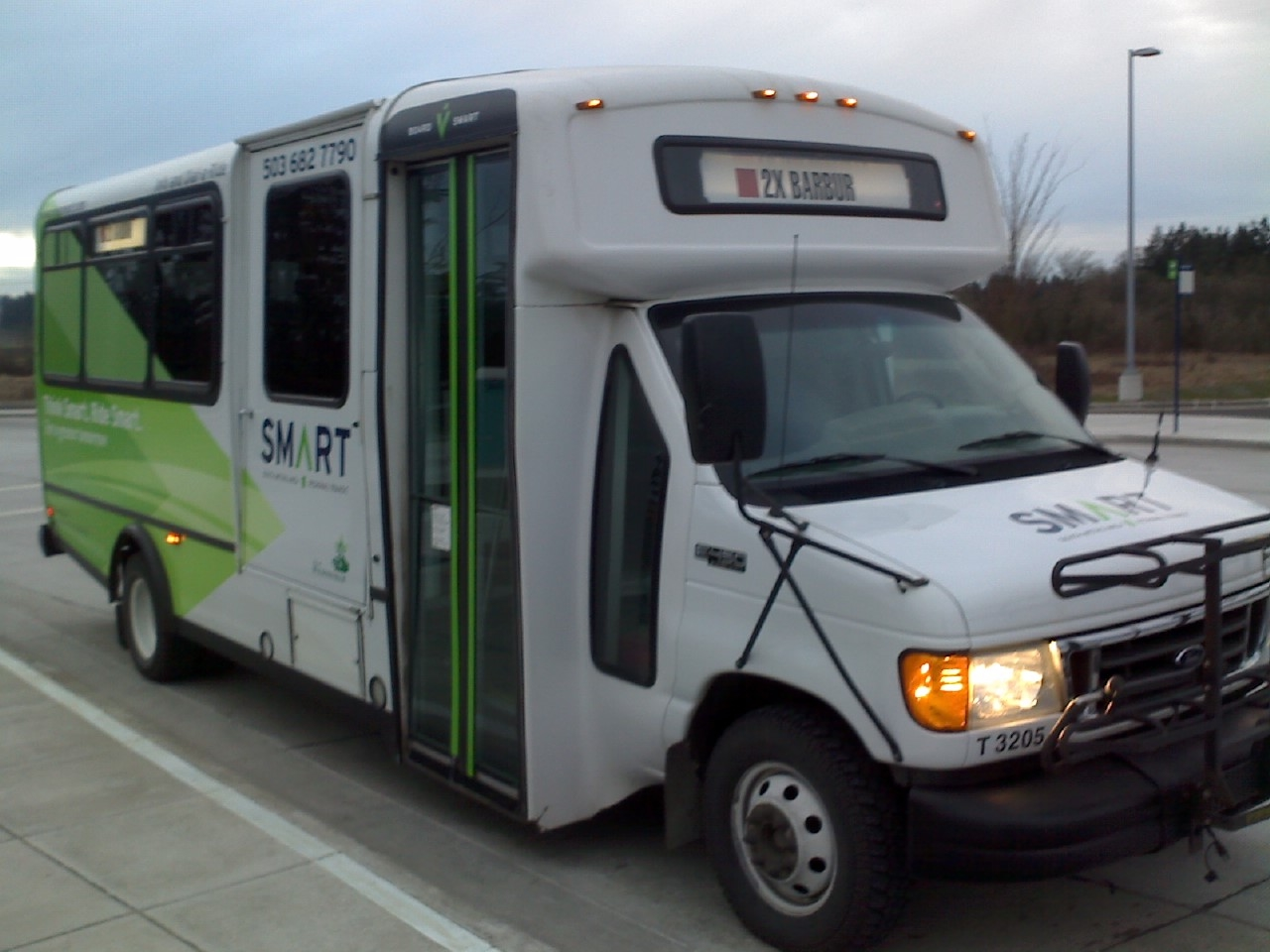
Az először üzembe állított kisbuszok

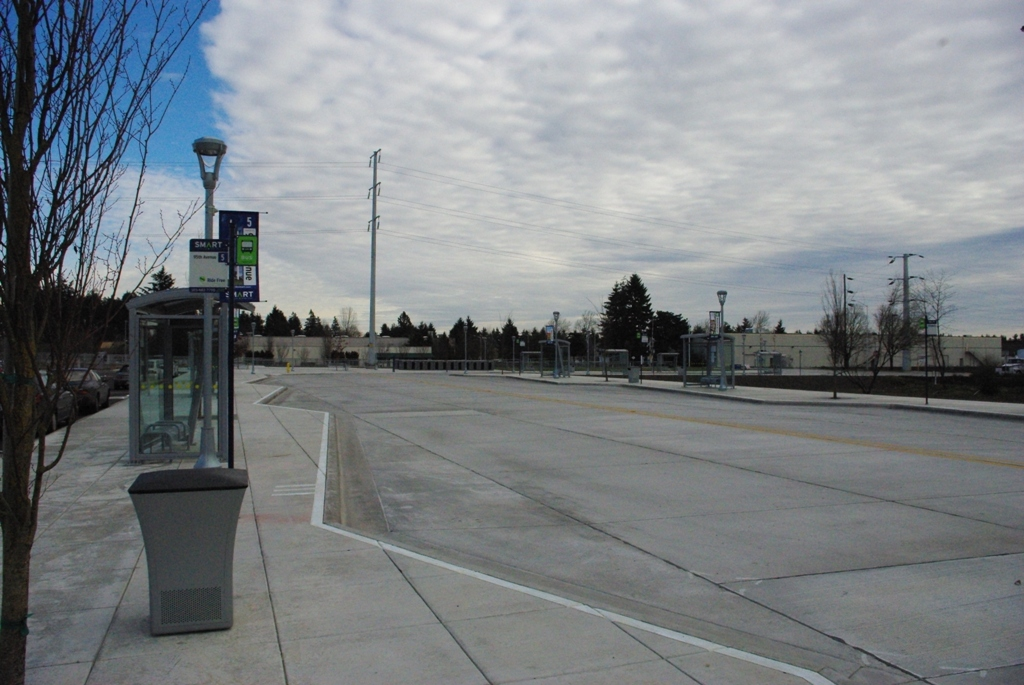
A wilsonville-i buszpályaudvar

A South Metro Area Regional Transit (gyakrabban SMART-ként említve) az Oregon állambeli Wilsonville önkormányzata által üzemeltetett autóbusz-hálózat.
Székhelye a városháza korábbi épületében található.

## Történet
Miután a helyi vállalkozások túl sok adót fizettek a TriMet támogatására, viszont cserébe nem kaptak kielégítő szolgáltatást, a város elérte, hogy a TriMet vonja ki szolgáltatási körzetéből. 1987-ben az állami törvényhozás ebbe bizonyos feltételek teljesülésével bele is egyezett. A TriMet 1988. november 30-án fogadta el a kérést, így az 1989. január 1-jén lépett hatályba. A szabályozás kimondta, hogy a városnak legalább egy évig helyettesítő szolgáltatást kell nyújtania. A változtatásoknak köszönhetően az iparűzési adó 0,6-ról 0,3%-ra csökkent. A TriMettel való egyeztetés után a város a Buck Ambulance-tól szerzett be kisbuszokat. A város a közlekedés újraindítása után már elkezdett felkészülni az állandó üzemre, amelyet aktívan reklámoztak is.
1990-ben a WART (Wilsonville Area Rapid Transit) nevet választották a hálózatnak. Mivel számítottak arra, hogy néhányan ezt kifigurázzák, a logó egy ugró békát ábrázol, ezzel utalva arra, hogy a vezetőségnek is van humora. Az utazás ekkor még teljesen ingyenes volt.
Később pályázatot hirdettek a hálózat új nevének megválasztására, ahol a SMART név nyert, így 1993-tól ezt használják (viszont 1993 és 2009 között az R betű Rapidet jelentett a Regional helyett), valamint ugyanezen évtől járatnak szóló autóbuszokat. Korábban a buszok csak kérésre, háztól házig (lényegében taxiként) üzemeltek. Az öt darabos beszerzést követően, 1993. november 1-jén vezették be az első, 201-es viszonylatszámot viselő, fix vonalat, amely Wilsonville-t kötötte össze a tualatini Barbur Boulevard Transit Centerrel; nemsokára elindult a 202-es járat is, amely Oregon City felé közlekedett. 1999-ben és 2000-ben a cégek ebédszünetében a vállalatok és a kereskedelmi központ között is működtettek buszokat.
2005 őszéig minden járat ingyenes volt; ezután a várost elhagyó járatokon jegyet kell váltani. 2009-től Wilsonville-ben átszállási kapcsolatok nyíltak a TriMet járataira. Ez év januárjában új buszpályaudvar nyílt SMART Central néven.

## Hálózat
Négy vonal a városon belül marad, három pedig azokba a városokba közlekednek, amelyek megrendelték (és finanszírozzák) a szolgáltatást. Az 1X járat az Interstate 5 mentén Salem felé közlekedik, ahol átszállási lehetőség nyílik a Cherriots hálózatára; a két cég üzemeltetési kérdésekben szorosan együttműködik. A 2X észak felé haladva Tualatinon és Portlanden át a Barbur Transit Centerhez érkezik, ahonnan elérhetőek a TriMet vonalai. A 3-as vonalnak délkeletre indulva Canby a végállomása. A 4-es, 5-ös, 6-os és 7-es vonalak csak Wilsonville-t szolgálják ki, de az 5-ös járat a város északi végén, a Commerce Circle-nél találkozik a TriMet 96-os buszával.
2013. augusztus 5-én indult el a 8X expresszjárat, ami az Interstate 5-ön és a 217-es úton haladva a wilsonville-i buszpályaudvart kötötte össze a Beaverton pályaudvarral. Mivel útvonala megegyezett a HÉV-vel, naponta csak egyszer közlekedett irányonként; Beavertonból 5 óra 20 perckor, Wilsonville-ből pedig 22:05-kor indult. A HÉV üzemidején túli közlekedést biztosító járatot 2016-ban megszüntették.
Az átszállások a wilsonville-i autóbusz-állomáson biztosítottak. A rendszerben a 2017 februári adatok alapján 28 járművet tartanak nyilván; ebbe beletartoznak a buszok, teherautók, illetve egy villamos-kinézetű sétajármű is.

### Vonalak
- 1X – Salem (►Salem Transit Center)
- 2X – Barbur (►Barbur Transit Center)
- 3 – Charbonneau Canby (►Canby Transit Center)
- 4 – Wilsonville Road (Boulder Creek◄► (SMART Central ◄►) Inza Wood Middle School (◄►Graham Oaks Nature Park))
- 5 – 95th Avenue (►Pioneer CTM)
- 6 – Canyon Creek (►Burns)
- 7 – Villebois (►Villebois/Palermo)

## Fordítás
- Ez a szócikk részben vagy egészben  a   South Metro Area Regional Transit című angol Wikipédia-szócikk ezen változatának fordításán alapul.  Az eredeti cikk szerkesztőit annak laptörténete sorolja fel. Ez a jelzés csupán a megfogalmazás eredetét és a szerzői jogokat jelzi, nem szolgál a cikkben szereplő információk forrásmegjelöléseként.